# Antepipona alberti
Antepipona alberti är en stekelart som först beskrevs av Dusmet 1917.  Antepipona alberti ingår i släktet Antepipona och familjen Eumenidae. Inga underarter finns listade i Catalogue of Life.